# Грудний імплант
Грудний імплант — протез, який використовується для зміни розміру, форми та контуру грудей людини. У реконструктивній пластичній хірургії грудні імплантати можуть бути встановлені для відновлення природного вигляду грудей після мастектомії, для виправлення вроджених вад і деформацій грудної стінки або, косметично, для збільшення зовнішнього вигляду грудей за допомогою операції по збільшенню грудей.
Ускладнення імплантатів можуть включати біль у грудях, висипання, зміни шкіри, інфекцію, розрив, косметичні зміни грудей, такі як асиметрія та твердість, а також накопичення рідини навколо грудей.
Рідкісним ускладненням, пов'язаним з імплантатами з текстурованою поверхнею та імплантатами, покритими поліуретановою піною, є тип лімфоми (рак імунної системи), відомий як асоційована з імплантатом молочної залози анапластична великоклітинна лімфома (BIA-ALCL).
Існує чотири загальні типи грудних імплантатів, що визначаються матеріалом наповнювача: фізіологічний розчин, силіконовий гель, структурований і композитний наповнювач. Фізіологічний імплантат має еластомерну силіконову оболонку, наповнену стерильним фізіологічним розчином під час операції; силіконовий імплантат має еластомерну силіконову оболонку, попередньо заповнену в'язким силіконовим гелем; структуровані імплантати використовують вкладені еластомерні силіконові оболонки та два заповнені фізіологічним розчином просвіти; а імплантати з альтернативної композиції містили різні наповнювачі, такі як гідрогель, соєва олія або поліпропіленові імпланти.

## Мамографія

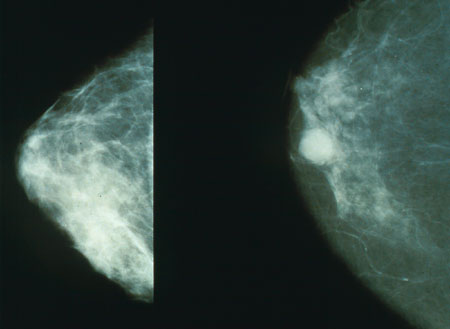
Мамографія нормальної молочної залози (зліва); мамограф ракової молочної залози (праворуч)

Наявність радіологічно непрозорих грудних імплантатів (або фізіологічного розчину, або силікону) може перешкоджати радіографічній чутливості мамографа, тобто зображення може не показувати наявність пухлини. У цьому випадку необхідна мамографія Еклунда, щоб переконатися в наявності або відсутності ракової пухлини, при цьому грудний імплантат вручну зміщується до грудної стінки, а груди витягуються вперед, щоб мамограф міг візуалізувати більший об’єм. внутрішніх тканин; незважаючи на це, приблизно одна третина тканини молочної залози залишається неадекватно візуалізованою, що призводить до збільшення кількості хибнонегативних мамографій.